# لوكاس أوير
لوكاس أوير (بالألمانية: Lucas Auer)‏ (و. 1994  م) هو سائق سيارة سباق نمساوي، ولد في إنسبروك.

## روابط خارجية
- لوكاس أوير على موقع DriverDB.com (الإنجليزية)